# Ostium
Ostium – drzwi do pomieszczeń mieszkalnych w domu rzymskim.
Najczęściej dwuskrzydłowe, wąskie i wysokie, otwierane do wewnątrz pomieszczenia; od zewnątrz wyposażano je w kołatkę. W górnej części ram drzwiowych często umieszczano przeziernik w postaci ozdobnej kraty z brązu. Skrzydła drzwiowe zdobione były profilowaniem, czworoboczne płyciny dekorowano brązowymi aplikami.